# 4142 Dersu-Uzala
4142 Dersu-Uzala là một tiểu hành tinh vành đai chính với chu kỳ quỹ đạo là 965.6169293 ngày (2.64 năm).
Nó được phát hiện ngày 28 tháng 5 năm 1981.
Nó được đặt theo tên Dersu Uzala, nhân vật chính trong tiểu thuyết cùng tên của Vladimir Arsenyev.